# Saint-Joseph-des-Érables
Pour les articles homonymes, voir Saint-Joseph.
Saint-Joseph-des-Érables est une municipalité dans la municipalité régionale de comté de Beauce-Centre au Québec (Canada), située dans la région administrative de Chaudière-Appalaches.

## Histoire
D’abord appelée « Municipalité de la partie sud-ouest de la paroisse Saint-Joseph-de-Beauce », la municipalité actuelle de Saint-Joseph-des-Érables a fait l’objet d’une proclamation lors de sa création le 15 novembre 1938. Le 4 février 1946, une demande est faite auprès du lieutenant-gouverneur de changer le nom de la « Municipalité de la partie sud-ouest de la paroisse de Saint-Joseph-de-Beauce » en celui de Saint-Joseph-des-Érables. Depuis sa création en 1938, 16 maires ont siégé au conseil, le premier étant Léonce Lessard, qui fut maire de 1938 à 1941.

### Chronologie
- 26 novembre 1938 : Érection de la municipalité de la paroisse de Saint-Joseph-de-Beauce-Partie-Sud-Ouest.
- 24 août 1946 : La municipalité change de nom pour Saint-Joseph des Érables.
- 15 mars 1969 : La municipalité change de nom pour Saint-Joseph-des-Érables.

## Démographie
| 1996 | 2001 | 2006 | 2011 | 2016 |
| ---- | ---- | ---- | ---- | ---- |
| 455  | 460  | 417  | 420  | 410  |

## Administration
Les élections municipales se font en bloc pour le maire et les six conseillers.
| Saint-Joseph-des-Érables Maires depuis 2001                                                                          |               |         |          |
| Élection | Maire         | Qualité | Résultat |
| 2001 | Gaston Vachon |         | Voir     |
| 2005 | Louis Jacques |         | Voir     |
| 2009 | Louis Jacques | Voir    |          |
| 2013 | Jeannot Roy   |         | Voir     |
| 2017 | Jeannot Roy   | Voir    |          |
| 2021 | Jeannot Roy   | Voir    |          |
| Élection partielle en italique Depuis 2005, les élections sont simultanées dans toutes les municipalités québécoises |               |         |          |